# Zona riberenca

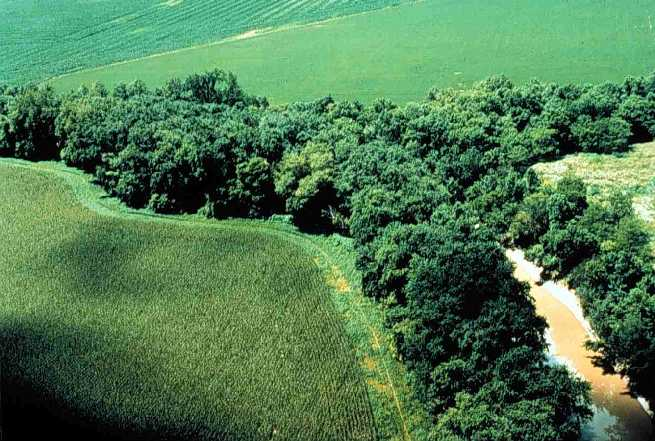
Un tros de vegetació de ribera a prop del llac Erie.

Una zona ripària és la interfície entre la terra i un riu llac o corrent d'aigua. També és un dels quinze biomes terrestres de la terra. Els hàbitats de les plantes de la zona ripària es caracteritzen per ser plantes aquàtiques. Aquesta zona té gran importància biològica i enginyeria civil perquè tenen el paper de conservar el sòl, presentar gran biodiversitat i influir en la fauna i l'ecosistema aquàtic.

## Característiques
Les zones ripàries poden ser naturals o creades per estabilitzar el sòl o restaurar-lo. Aquestes zones són biofiltradors naturals i protegeixen l'ambient d'una excessiva sedimentació, contaminació i erosió. Proporcionen protecció a animals i regulen la temperatura i milloren la qualitat de l'aigua especialment respecte al nitrat.

## Vegetació

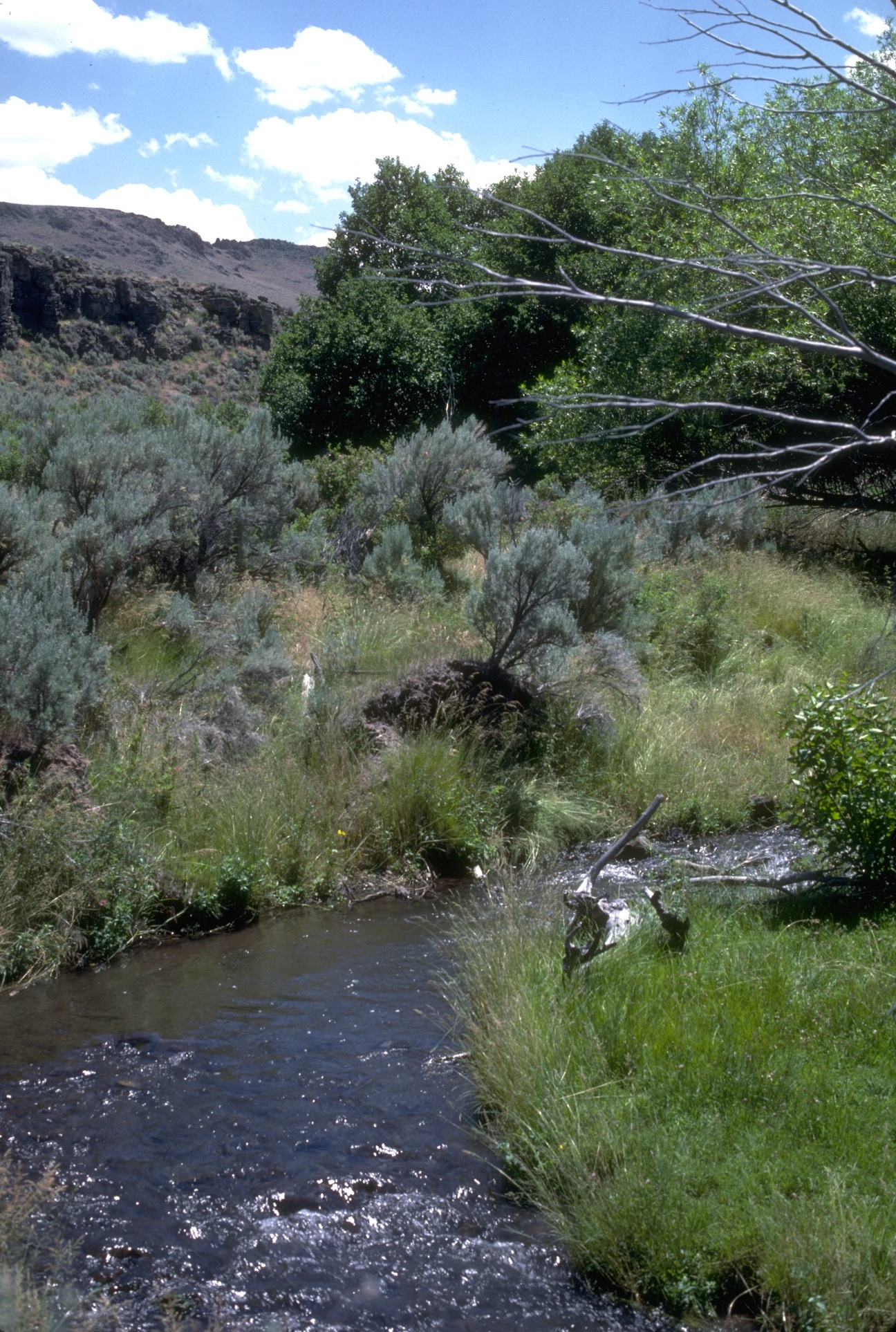
Zona ripària d'Oregon

### Amèrica del Nord

#### Est
- Populus deltoides - Eastern Cottonwood
- Acer saccharinum - Silver Maple
- Acer negundo - Boxelder Maple
- Ulmus americana - American Elm
- Platanus occidentalis - American Sycamore
- Juglans cinerea - Butternut
- Juglans nigra - Black Walnut
- Salix nigra - Black Willow
- Betula nigra - River Birch
- Fraxinus pennsylvanica - Green Ash
- Gleditsia triacanthos - Honey Locust
- Tilia americana - Basswood

#### Oest

##### Arbres de ribera
- Sequoia sempervirens
- Populus fremontii
- Platanus racemosa
- Alnus rhombifolia
- Salix lasiolepis
- Quercus agrifolia
- Populus tremuloides
- Populus trichocarpa

##### Altres plantes
- Polypodium - Falgueres polipodals
- Polystichum - Falgueres espasa
- Woodwardia - Giant Chain Ferns
- Pteridium - Goldback Ferns
- Dryopteris - Wood Ferns
- Adiantum - Maidenhair Ferns
- Carex spp. - Sedges
- Juncus spp. - Joncs
- California Fescue bunchgrass (Festuca californica)
- Giant Wildrye bunchgrass (Leymus condensatus)
- California Melic bunchgrass (Melica californica)
- Monkeyflower (Mimulus spp. i varietats)
- Columbine (Aquilegia spp.
- Gooseberies + Currants (Ribes spp.)
- California Bay Laurel (Umbellularia californica)

### Àsia
- Carex spp. -
- Juncus spp. -

### Austràlia
A Nova Gal·les del Sud, inclou:
- Acacia melanoxylon - Blackwood
- Acacia pravissima - Ovens Wattle
- Acacia rubida - Red Stem Wattle
- Bursaria lasiophylla - Blackthorn
- Callistemon citrinus - Crimson Bottlebrush
- Callistemon sieberi - River Bottlebrush
- Casuarina cunninghamiana - River She-Oak
- Eucalyptus bridgesiana - Apple Box
- Eucalyptus camaldulensis - River Red Gum
- Eucalyptus melliodora - Yellow Box
- Eucalyptus viminalis - Manna Gum
- Kunzea erocoides - Burgan
- Leptospernum obovatum - River Tea-Tree
- Melaleuca ericifolia - Swamp Paperbark

### Europa central
- Acer campestre -
- Acer pseudoplatanus
- Alnus glutinosa -
- Carpinus betulus -
- Fraxinus excelsior -
- Juglans regia - Noguer
- Malus sylvestris – Pomera silvestre
- Populus alba -
- Populus nigra -
- Quercus robur -
- Salix alba -
- Salix fragilis -
- Tilia cordata – Til·ler de fulla petita
- Ulmus laevis -
- Ulmus minor -